# Sokoluk virus
Il virus Sokoluk (Sokoluk virus, SOKV) è un arbovirus della famiglia Flaviviridae, genere Flavivirus, appartenente alla specie Entebbe bat virus.
Il virus SOKV appartiene al gruppo di Entebbe bat virus (ENTV) e di Yokose virus (YOKV).